# Esenbeckia bella
Esenbeckia bella är en tvåvingeart som beskrevs av Philip 1961. Esenbeckia bella ingår i släktet Esenbeckia och familjen bromsar. Inga underarter finns listade i Catalogue of Life.